# Ericeia deficiens
Ericeia deficiens là một loài bướm đêm trong họ Erebidae.